# Leo Boudewijns
Leo Boudewijns (Amsterdam, 18 oktober 1931 – Soest, 26 maart 2025) was een Nederlands ondernemer, schrijver en radiopresentator.
In de jaren vijftig verhuisde het gezin Boudewijns van Amsterdam naar Baarn. Hij werkte sinds 1954 in de platenindustrie voor Philips Phonografische Industrie (PPI) in Baarn, werd opgenomen in de directie van Phonogram NL in Amsterdam en werd later directeur van de Nederlandse Vereniging van Producenten en Importeurs van beeld- en geluidsdragers (NVPI). Ook was hij jarenlang voorzitter van de jury verantwoordelijk voor uitreiking van de Nederlandse muziekprijs Edison.
Hij overleed eind maart 2025 op 93-jarige leeftijd.

## Ontwerper
In de jaren vijftig van de twintigste eeuw verzorgde hij de eerste hoezen voor langspeelplaten. Het Hollands Hoezenboek – de vormgeving van de Nederlandse platenhoes 1950-1970 bevat een overzicht van 300 lp-hoezen.

## Schrijver
Na zijn pensioen in 1991 ging hij schrijven, schilderen en sjabloondrukken. Dit sjabloondrukken deed hij op de manier van de Groningse drukker en graficus Hendrik Werkman (1882-1945). Hij schreef over het platenvak, de fonografische geschiedenis en over pop- en klassieke muziek, zoals 'Nagalm'. Samen met Henk van Ulsen schreef hij Broeden op een wolk over de IJsselschilder Jan Voerman. Met Co de Kloet schreef hij Het wonder van Baarn, een jeugdroman die zich in Baarn afspeelt. De firma Phonogram zetelde destijds aan de Gerrit van der Veenlaan in villa Hoog Wolde. Ook samen met De Kloet publiceerde Boudewijns vijf bundels met teksten van Nederlandse liedjes.

## Radio
Boudewijns presenteerde radioprogramma’s als Langspeelplaats, Aubade, Diskotabel en Cédéjàvu. Ook was hij vaak te gast als presentator bij het zaterdagochtendprogramma op Radio 4 Een goedemorgen met ... van Aukelien van Hoytema. Zijn stem leende hij aan fonografische documentaires als Nederland 1940-1945 en Fascisme.

## Graficus
Vanaf 1991 was Boudewijns actief als graficus. Over het drukken met sjablonen schreef hij het Drukken zonder pers.

## Exposities
Zijn werk werd tentoongesteld in onder andere Kasteel Groeneveld in Baarn (1999), theatercomplex De Tamboer in Hoogeveen (2003), Theater De Speeldoos in Baarn (2006) en Stichting Kunstraad Dronten (2012)

## Cd's
- Muziek uit 'De Tovercirkel', LB 18 10 91 (1991)
- Diep in mijn hart n.a.v. tekstbundel, QS 900.813-2
- Geef ons maar Amsterdam – De Prom, ISBN 90-6801-723-3, 2000
- Swingdansen verboden, door de Duitsers verboden muziek uit de Tweede Wereldoorlog, NN 500.202-2
- Tijd voor teenagers – De Fontein, ISBN 90-6801-765-9
- Je moet nog even aan me denken – De Fontein, ISBN 90-261-1831-7, 2002
- Muziek uit De Droomkoningin, NVPI 121981 (op lp)